# François-Pierre Chaumeton
 (mars 2019).
Si vous disposez d'ouvrages ou d'articles de référence ou si vous connaissez des sites web de qualité traitant du thème abordé ici, merci de compléter l'article en donnant les références utiles à sa vérifiabilité et en les liant à la section « Notes et références ».
François-Pierre Chauméton est un médecin et un botaniste français, né le 20 septembre 1775 à Chouzé-sur-Loire et mort le 10 août 1819 à Paris.

## Biographie
Son père est un chirurgien peu fortuné. Chauméton vient à Paris étudier la médecine et se passionne pour l’histoire naturelle. Il devient chirurgien militaire mais ne supportant pas la brutalité de ce métier, il préfère devenir pharmacien au Val-de-Grâce.
Il visite l’Italie et se passionne pour la littérature antique, notamment grecque. Mais un incendie détruit sa bibliothèque et toutes ses notes. Il devient alors médecin dans l’armée de Hollande et devient docteur en médecine en 1805 à Strasbourg avec une thèse intitulée Essai d'entomologie médicale. Il accompagne alors les troupes en Prusse et en Autriche, mais malade, il doit revenir à Paris.
Il travaille alors pour le Magasin encyclopédique, la Bibliothèque médicale, le Journal universel des sciences médicales et diverses autres publications. Il participe à la Flore médicale aux côtés de Jean Louis Marie Poiret (1755-1834). C’est surtout la rédacteur du Dictionnaire des sciences médicales que lui confie l’éditeur Panckouke qui l’occupe. Mais son style et les critiques qu’il profère contre certains de ses confrères, lui valent des inimitiés farouches et finissent par avoir raison de sa santé déjà précaire.